# Orchis thriftiensis
Orchis thriftiensis är en orkidéart som beskrevs av Jany Renz. Orchis thriftiensis ingår i släktet nycklar, och familjen orkidéer.
Artens utbredningsområde är Kriti. Inga underarter finns listade i Catalogue of Life.